# Ivenack
Ivenack est une commune rurale allemande du Mecklembourg dans le nord-est du pays, appartenant à l'arrondissement du Plateau des lacs mecklembourgeois et au canton de Stavenhagen. La majeure partie de son territoire est recouverte de forêts.

## Géographie
La commune se trouve à quatre kilomètres à l'est de la petite ville de Stavenhagen et à vingt kilomètres au sud d'Altentreptow. Le village donne sur le lac d'Ivenack qui est alimenté par l'Augraben.

## Municipalité
Appartiennent à la commune les localités suivantes : Goddin, Grischow, Ivenack, Markow, Weitendorf et Zolkendorf.
Markow et Zolkendorf sont typiques des villages de domaines seigneuriaux du Mecklembourg, avec des bâtiments agricoles symétriques. Le manoir de Zolkendorf est aujourd'hui abandonné de même que celui de Goddin, alors que celui de Grischow est habité. Le village de Weitendorf est construit autour d'une longue rue et son ancien manoir, entouré de bâtiments agricoles, est divisé en logements. Les terres domaniales de Goddin, Grischow, Weitendorf et Zolkendorf appartenaient autrefois au domaine seigneurial d'Ivenack qui, avec 6 964 hectares, constituait la propriété agricole la plus importante du grand-duché de Mecklembourg-Schwerin. C'était d'un point de vue juridique un alleu transmissible par fidéicommis. Il était formé de champs, de prés, de forêts et de prairies, avec une douzaine de hameaux de métairies, un moulin à eau, une briqueterie, une laiterie, etc.

## Histoire
C'est en 1252 que l'endroit est mentionné, lorsque le chevalier Reinbern von Stove fonde à Ivenack une abbaye de religieuses cisterciennes. Les hameaux actuels de Zolkendorf et de Grischow sont donnés à l'abbaye en 1256 par le duc de Poméranie, Wartislaw III. Goddin est mentionné en 1283 comme village appartenant à l'abbaye, de même que Weitendorf en 1302.

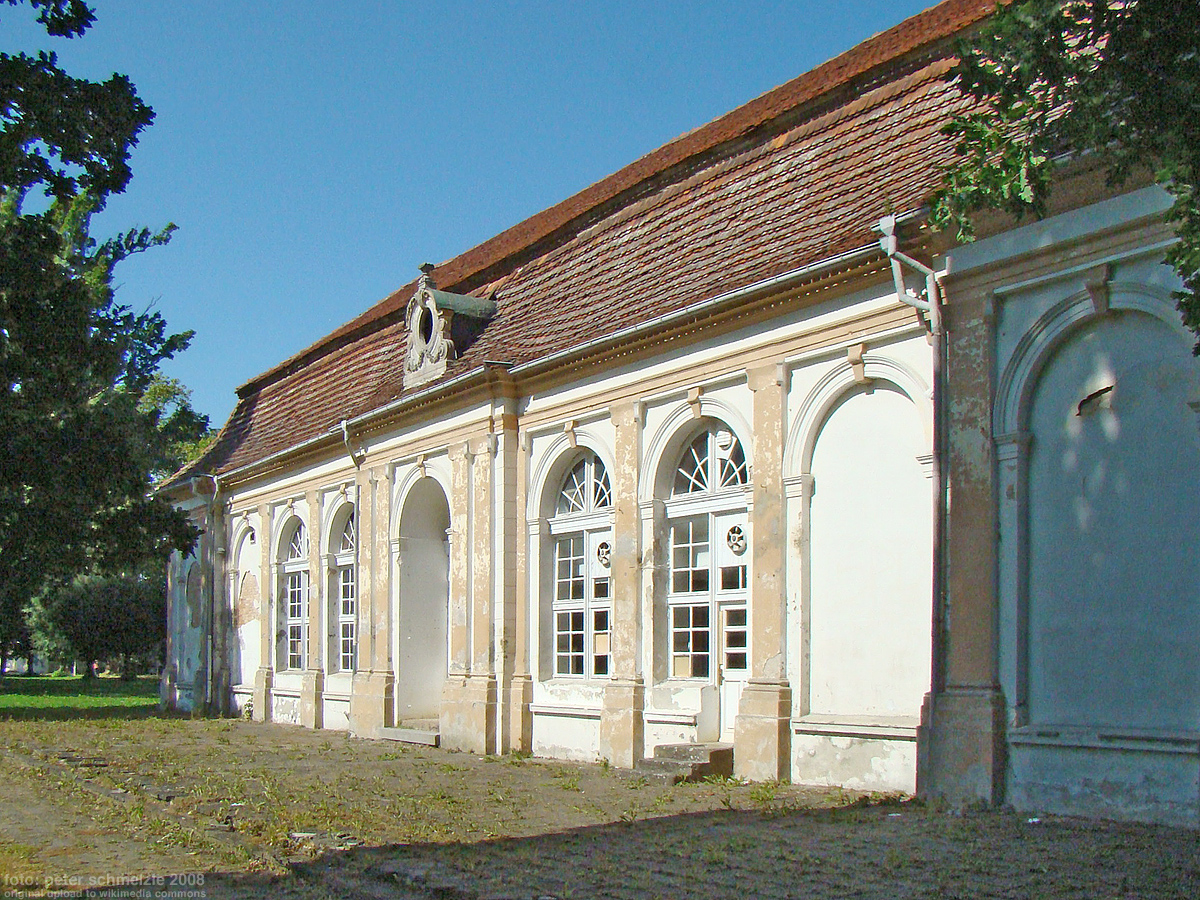
L'orangerie du château.

Les religieuses sont expulsées à la Réforme protestante et leurs biens passent en 1555 au duc de Mecklembourg qui y crée un bailliage. Le domaine est saccagé pendant la guerre de Trente Ans, l'ancienne abbaye, qui était devenue entretemps la demeure seigneuriale, est démolie. Il n'y avait plus au village que huit personnes en 1649. En 1709, le domaine passe au conseiller secret Ernst Christian von Koppelow. Il fait bâtir le château d'Ivenack (de) et l'église. Le domaine passe ensuite au comte Helmuth von Plessen et à sa mort en 1761 aux barons von Maltzahn qui relèvent le titre de comte von Plessen. On construit au domaine le premier observatoire astronomique du Mecklembourg au milieu du XVIIIe siècle. Au XIXe siècle, le parc est aménagé en jardin anglais avec un pavillon de thé et une orangerie.

## Personnalités
- Karl von Maltzahn (1797-1868), éleveur de chevaux né à Ivenack.

## Jumelage
- Yvignac-la-tour (France)